# Hermann Velmelage
Hermann Heinrich Velmelage (* 3. Mai 1875 in Nortrup; † 28. Juli 1948 in Duisburg) war ein deutscher Tierarzt.

## Leben
Hermann Velmelage begann Ostern 1892 das Studium an der Tierärztlichen Hochschule Hannover und wurde Mitglied des Corps Normannia Hannover. Im Sommersemester 1894 wechselte er an die Tierärztliche Hochschule Dresden und schloss sich dem Corps Alemannia Dresden an. 1896 erhielt er in Dresden die tierärztliche Approbation. Anschließend war er städtischer Tierarzt in Hamburg. April 1899 wurde er Assistent an der Tierärztlichen Hochschule Berlin. Nachdem er dort im Sommersemester 1902 das Kreistierarzt-Examen bestanden hatte, wurde er 1902 zum Kreistierarzt in Jülich berufen. 1908 wechselte er als Kreistierarzt nach Eupen. Im Ersten Weltkrieg wurde er als Kriegsteilnehmer mit dem Eisernen Kreuz und dem Verwundetenabzeichen ausgezeichnet. 1918 wurde er noch in Eupen zum Veterinärrat befördert. Nachdem Eupen belgisch geworden war, wurde er 1919 nach Rendsburg versetzt. 1922 wurde er in Hannover zum Dr. med. vet. promoviert. 1934 wurde er nach Duisburg versetzt, wo er 1942 zum Regierungs-Veterinärrat befördert wurde.
Velmelage entwickelte neue Instrumente und technische Hilfsmittel für die Tiermedizin. Hierzu gehören die Tracheal-Fixierzange "nach Dr. Bartels und Dr. Velmelage" und die Uteruspumpe "nach Velmelage".

## Schriften
- Multiple Atherome beim Hund. In: Monatshefte für praktische Tierheilkunde, 13. Jahrgang, 1902, S. 241–244
- Behandlungen der Gebärmuttererkrankungen. In: Berliner Tierärztliche Wochenschrift, 1907, S. 487–488
- Seuchen in der Dobrudscha, 1922